# 봄行
《봄行》는 2006년 3월 4일에 MBC에서 방영한 베스트극장이다.

## 등장 인물

### 주요 인물
- 서유정 : 송영애(30세) 역 - 시사주간지 기자, 강필수 사건 담당 판사의 딸
- 조덕현 : 윤성근(43세) 역 - 교도관
- 최일화 : 강필수(45세) 역 - 사형수 1526번
- 이정문 : 강효준(18세) 역 - 강필수의 아들

### 그 외 인물
- 박웅
- 정한헌
- 윤진영
- 최성웅
- 김종호
- 반야성
- 손선근
- 전성애
- 김창성
- 이선규